# Danh sách nhân vật trong Học viện siêu anh hùng

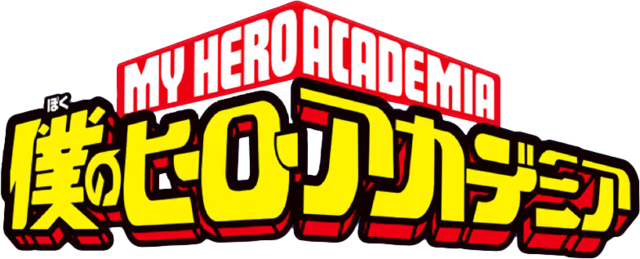
My Hero Academia

Boku no Hero Academia (bản tiếng việt có tên là Học viện siêu anh hùng) là loạt manga và anime có một thế giới rộng lớn và dàn nhân vật phong phú được tạo ra bởi Horikoshi Kōhei. Bộ truyện diễn ra trong một thế giới hư cấu ở tương lai, nơi có hơn 80% dân số trên thế giới sở hữu vô số loại siêu năng lực khác nhau gọi là "Cá Tính" (個性 Kosei). Với sự xuất hiện của siêu năng lực cùng tỉ lệ tội phạm đang ngày một gia tăng, anh hùng là một nghề nghiệp trỗi dậy mạnh mẽ. Học viện siêu anh hùng là câu chuyện kể về Midoriya Izuku cùng với những người bạn mới tại Học viện Anh Hùng và hành trình trở thành anh hùng vĩ đại nhất thế giới của cậu dưới sự dạy dỗ của người anh hùng số một Nhật Bản là All Might

## Nhân vật chính
Midoriya Izuku (緑谷 出久) / Deku (デク)
Lồng tiếng bởi: Yamashita Daiki 
Biệt danh Deku của cậu là do người bạn thời thơ ấu Bakugō Katsuki gán ghép dựa trên từ dekinai (出来ない) có nghĩa là "không thể làm được". Izuku là một cậu bé nhút nhát nhưng tốt bụng, rất am hiểu về các anh hùng và có ước mơ trở thành một anh hùng giống như thần tượng của mình, All Might. Mặc dù là một trong số 20% dân số sinh ra mà không sở hữu siêu năng lực nào, nhưng đến khi cậu gặp người hùng thần tượng của mình trong lúc cố gắng cứu Katsuki khỏi một tội phạm, Izuku được All Might chọn để trở thành người kế thừa thứ chín của One For All (ワン・フォー・オール Wan Fō Ōru), một năng lực giúp tăng cường sức mạnh được truyền qua nhiều thế hệ, với sự tồn tại được giữ kín với công chúng để ngăn chặn sự hỗn loạn. Sau khi luyện tập cơ thể của mình để nhận One For All (được cậu ghi là "siêu sức mạnh" nhờ lỗ hổng trong hệ thống đăng ký của Học viện Anh Hùng nhằm giữ bí mật về One For All). Cậu đã xoay xở để ngày càng sử dụng One For All hoàn thiện hơn. Cậu cũng bắt đầu phát triển một kết nối tinh thần với những người dùng trước đây của One For All thông qua năng lực. Izuku bù trừ cho những hạn chế của One For All bằng trí tuệ của mình (cậu đã viết ít nhất 13 tập vở dựa trên các anh hùng khác, gồm cả những người bạn của mình) và một bản năng khao khát cứu người. Lúc đầu cậu rất ghét cái tên Deku, nhưng sau khi nghe Ochako nói rằng biệt danh của cậu nghe rất giống dekiru (出来る) có nghĩa là "có thể làm được", Izuku đã chọn câu nói đó làm tên anh hùng của mình.
Bakugō Katsuki (爆豪 勝己) / Kacchan (かっちゃん)
Lồng tiếng bởi: Okamoto Nobuhiko 
Katsuki là bạn thời thơ ấu của Izuku và cũng học cùng lớp với Izuku tại lớp 1-A, Học viện Anh Hùng, người mà Izuku gọi là Kacchan. Cậu sở hữu năng lực Bộc Phá (爆破 Bakuha), mồ hôi của cậu có các đặc tính giống với nitroglycerin và cậu có thể kích nổ chúng theo ý muốn. Do có một siêu năng lực mạnh từ lúc nhỏ, Katsuki trở thành một đứa trẻ bạo lực và cực kì ngạo mạn, thường bắt nạt Izuku vì luôn cảm thấy Izuku khinh thường mình. Mặc dù bị nhiều người nhận xét rằng cậu hành động giống như một tên tội phạm, nhưng Katsuki luôn có khát vọng trở thành một anh hùng mạnh mẽ như All Might. Katsuki rất thông minh và tài năng, cậu luôn được nhiều anh hùng chuyên nghiệp khen ngợi về kỹ năng và năng lực của mình, thậm chí cậu còn được nhiều người coi là thiên tài bẩm sinh. Katsuki rất khao khát chiến thắng vì luôn ngưỡng mộ tư thế chiến thắng của All Might mỗi khi ông đánh bại lũ tội phạm. Do đó, cậu luôn đặt mục tiêu của mình là phải chiến thắng và trở thành người số một, khao khát chiến thắng của cậu lớn đến mức cậu đã tự mình chống lại Liên Minh Tội Phạm khi bị bọn chúng bắt đi hòng chiêu mộ cậu. Sau này, khi nhận ra rằng Izuku ngày càng tiến bộ, cậu đã suy luận chính xác về sự tồn tại của One For All và hứa sẽ giữ bí mật về điều này. Katsuki cuối cùng đã dần cởi mở hơn với Izuku và tuyên bố rằng sẽ vượt qua cậu ta.
Yagi Toshinori (八木 俊典) / All Might (オール・マイト Ōru Maito)
Lồng tiếng bởi: Miyake Kenta 
Là anh hùng vĩ đại nhất thế giới và được coi là Biểu Tượng của Hòa Bình (平和の象徴 Heiwa no Shōchō) và là cố vấn của Izuku. Ông bẩm sinh là người vô năng như Izuku, ông thừa hưởng năng lực One For All từ sư phụ của mình, Shimura Nana khi đang theo học tại Học viện Anh Hùng. Ông đã được đào tạo bởi Gran Torino trước khi đi du học ở nước ngoài để tạm thời tránh xa sự kiểm soát của All For One sau khi tên tội phạm này giết sư phụ ông. Toshinori có thể sử dụng One For All để biến thành dạng cơ bắp trông giống như những siêu anh hùng trong comic Mỹ. Toshinori đã đặt tên cho mình là All Might, bí mật về năng lực của ông chỉ được một số ít người biết, bao gồm Hiệu trưởng Nezu, y tá Recovery Girl của Học viện Anh Hùng và một vài anh hùng chuyên nghiệp. 5 năm trước khi bộ truyện bắt đầu, All Might đã đánh bại All For One trong một trận chiến nhưng ông đã phải nhận một vết thương nghiêm trọng, tàn phá cơ thể của ông đến mức hạn chế thời gian sử dụng One For All của ông xuống chỉ còn ba giờ. Điều này buộc All Might phải tìm một người kế thừa xứng đáng với năng lực trong khi tham gia Học viện Anh Hùng với tư cách là một giáo viên, ông chọn Izuku khi thấy sự dũng cảm của cậu và truyền cho cậu One For All. Cuối cùng, khi việc sử dụng One For All của ông giảm xuống chỉ còn vài giây, Toshinori nghỉ hưu để tập trung hoàn toàn vào việc giảng dạy trong khi vẫn tiếp tục dạy dỗ Izuku.
Uraraka Ochako (麗日 お茶子) / Uravity (ウラビティ Urabiti)
Lồng tiếng bởi: Sakura Ayane 
Ochako là cô bạn thân của Izuku. Năng lực của cô là Zero Gravity (無重力 (Vô Trọng Lực) Zero Urabiti), cho cô khả năng làm bất kì mục tiêu nào bị cô chạm vào trở nên lơ lửng. Tương tự như Katsuki, cô cũng thường gọi Izuku là "Deku". Tuy nhiên, không giống như Katsuki, cô cho rằng rằng "Deku" mang lại cảm giác không bao giờ bỏ cuộc, và cuối cùng chuyển sang gọi là "Deku-kun" (デクくん), Izuku chấp nhận cái tên. Xuất thân từ một gia đình trung lưu của một công ty xây dựng, Ochako mong muốn trở thành một anh hùng để đảm bảo cho cha mẹ của cô một cuộc sống sung túc, bất chấp nỗ lực khuyên bảo của cha cô là hãy tìm con đường riêng cho mình. Tuy nhiên, sau này Ochako đã nhận ra rằng mình muốn bảo vệ tất cả mọi người và luôn cố gắng trở thành anh hùng để có thể làm điều đó.
Īda Tenya (飯田 天哉) / Ingeniuｍ (インゲニウム Ingeniumu)
Lồng tiếng bởi: Ishikawa Kaito 
Lớp trưởng của lớp 1-A. Một người hiếu học, có một vẻ ngoài nghiêm túc và đáng sợ ngay từ cái nhìn đầu tiên. Tuy vậy nhưng thực ra cậu chỉ trung thực và nghiêm khắc về trình độ để trở thành một anh hùng. Trong kỳ thi tuyển sinh, cậu liên tục nhắc nhở Izuku về những điều mà cậu coi là thiếu tôn trọng. Tuy nhiên, sau khi chứng kiến cảnh Izuku cứu Ochako, cậu đã tự nhận ra sai lầm của mình và thấy rằng Izuku đã nhận ra bản chất thực sự của bài kiểm tra. Cậu cho rằng Izuku giỏi hơn mình và ngay lập tức xin lỗi vì hành vi của cậu và cuối cùng kết bạn với Izuku. Năng lực của cậu là Engine (エンジン Enjin), đem lại cho cậu một tốc độ siêu phàm thông qua động cơ phản lực ở bắp chân. Cậu xuất thân từ một gia đình nổi tiếng, những người đã trở thành anh hùng trong nhiều thế hệ. Đặc biệt là anh trai của cậu, Tensei, người ban đầu sở hữu tên anh hùng Ingenium, đã truyền cảm hứng cho cậu trở thành một anh hùng. Ban đầu, cậu dùng tên thật để đặt cho tên anh hùng của mình, tuy nhiên Tenya đã thừa kế tên của anh trai mình sau khi Tensei trở nên tàn tật vì bị Stain tấn công và buộc phải nghỉ hưu.
Todoroki Shōto (轟 焦凍) / Shōto (ショート)
Lồng tiếng bởi: Kaji Yūki 
Một học sinh trong lớp 1-A sở hữu năng lực Nửa Lạnh Nửa Cháy (半冷半燃 (Bán Lãnh Bán Nhiên) Hanrei Hannen), cho cậu khả năng tạo ra lửa từ phía bên trái và băng từ bên phải cơ thể. Cậu là anh hùng mạnh nhì trong lớp 1-A, sau Deku và là con trai út của Endeavor, anh hùng đứng thứ hai sau All Might, cậu cũng là một trong bốn học sinh được tiến cử vào Học viện Anh Hùng. Tuy nhiên, cha cậu chỉ kết hôn với mẹ cậu vì siêu năng lực, với hy vọng rằng ông có thể nuôi dạy con mình vượt qua All Might, dẫn đến một tuổi thơ mà cậu bị lạm dụng, vì tất cả anh chị em của cậu đều không thể đáp ứng được kỳ vọng của ông. Mẹ của Shōto nhanh chóng cảm thấy sợ con trai mình vì sự giống nhau của cậu với ông, khiến bà đã hắt nước sôi vào mắt trái cậu (phần mắt cùng màu của cậu với cha) và nó đã để lại một vết sẹo lớn. Ban đầu, Shōto là một người rất lạnh lùng và cô độc, dự định trở thành một anh hùng chỉ với phần băng của mẹ và chối bỏ phần lửa của cha. Tuy nhiên, sau trận đấu của cậu với Izuku, Shōto đã nhận ra hình tượng mà mình muốn trở thành và bắt đầu chấp nhận phần sức mạnh lửa này. Shōto cũng dần mở lòng và trở nên hòa đồng hơn với mọi người xung quanh. Sau đó, cậu quyết định sẽ vượt qua sự đấu tranh nội tâm bằng cách gặp mẹ mình, với hy vọng rằng họ có thể bỏ qua lỗi lầm trong quá khứ với nhau. Cho đến nay, Shōto luôn sử dụng tên thật cho danh hiệu anh hùng của mình

## Học viện Anh Hùng
Bối cảnh chính của bộ truyện, Học viện Anh Hùng (雄英高校 (Hùng Anh cao hiệu) Yūei Kōkō, n.đ. '"Trường cao trung Anh Hùng"') được xem là học viện siêu anh hùng hàng đầu tại Nhật Bản.

### Học sinh lớp 1-A
Aoyama Yūga (青山 優雅) / Can't Stop Twinkling (輝きヒーロー キラキラが止められないよ Kagayaki Hīrō Kirakira ga Tomerarenaiyo, Hero toả sáng "Không thể ngừng lấp lánh")
Lồng tiếng bởi: Kuwano Kōsuke 
Yuga là một học sinh của lớp 1-A, được cho là sinh ra ở Pháp. Cậu luôn được nhìn thấy với vẻ mỉm cười cực kỳ vô ích và lập dị, cậu thường nói về việc mình luôn tỏa sáng, nhiều đến nỗi làm người khác phải chán chường. Năng lực của cậu là Navel Laser (ネビルレーザー Nebiru Reza), cho cậu khả năng bắn tia laser từ rốn của mình. Cậu đeo một chiếc thắt lưng chuyên dụng khi sử dụng năng lực của mình để giúp điều chỉnh laser, trong khi trang phục anh hùng của cậu cho phép cậu bắn tia laser từ các bộ phận khác nhau của cơ thể của mình do sử dụng các cơ chế tương tự của thấu kính hội tụ.
Asui Tsuyu (蛙吹 梅雨) / Froppy (梅雨入りヒーロー フロッピー Tsuyuiri Hiro Furoppi, Hero vào mùa mưa "Froppy")
Lồng tiếng bởi: Aoi Yūki 
Một nữ sinh của lớp 1-A. Năng lực của cô là Người Ếch (蛙 Kaeru) cho cô một ngoại hình và khả năng giống loài ếch như bơi, lưỡi có thể kéo dài 20 mét, bám vào và leo tường thẳng đứng, nhảy xa, ngụy trang tự nhiên, và tạo ra nọc độc. Cô có một tính cách đặc biệt, thông minh, sâu sắc và sẵn sàng bảo vệ người vô tội. Cô rất thông minh, là người đầu tiên trong lớp nhận ra sự giống nhau giữa năng lực của Izuku và All Might, điều này khiến Izuku lo lắng trong một thời gian ngắn. Mặt khác, cô rất trung thực, cô luôn luôn nói ra suy nghĩ của mình, cho dù nó có đau đớn đến thế nào đi chăng nữa.
Yaoyorozu Momo (八百万 百) / Creati (万物ヒーロー クリエイティ Banbutsu Hīrō Kurieiti, Hero vạn vật "Creati")
Lồng tiếng bởi: Inoue Marina 
Lớp phó của lớp 1-A sở hữu năng lực Sáng Tạo (創造 Sōzō), cho cô khả năng tạo ra bất kỳ vật thể nào không phải sinh vật sống từ chất béo trong cơ thể mình, miễn là biết thành phần phân tử của nó. Cô có thể tạo ra ngay lập tức và cũng phải tiếp nhiên liệu bằng cách ăn một lượng lớn thức ăn để tạo ra nhiều đồ vật hơn. Là một trong bốn học sinh được tiến cử vào Học viện Anh Hùng, Momo sở hữu trí thông minh và khả năng điều tiết tuyệt vời.
Shōji Mezō (障子 目蔵) / Tentacole (触手ヒーロー テンタコル Shokushu Hiro Tentakoru, Hero chạm tay "Tentacole")
Lồng tiếng bởi: Nishida Masakazu 
Là học sinh cao nhất của lớp 1-A. Mezou có bốn cái xúc tu trên người, mọc lên từ vai. Năng lực của cậu là Nhân Bản Tay (複製 腕 Fukuseiwan) cho cậu khả năng phát triển các bộ phận cơ thể ở đầu những xúc tu này. Mặc dù có ngoại hình kì dị, cậu thật sự rất tử tế, tốt bụng và luôn giữ bình tĩnh ngay cả trong những tình huống khó khăn nhất.
Kirishima Eijirō (切島 鋭児郎) / Red Riot (剛健ヒーロー レッド•ライオット Gōken Hiro Reddo Raiotto, Hero cương kiện "Red Riot")
Lồng tiếng bởi: Masuda Toshiki 
Một nam sinh của lớp 1-A sở hữu năng lực Hoá Cứng (硬化 Kōka) cho cậu khả năng làm cứng cơ thể mình để trở nên gần như bất hoại. Tên anh hùng của cậu được lấy cảm hứng từ một anh hùng khác, Crimson Riot, người mà cậu ngưỡng mộ. Cậu là một người rất hoạt bát và tốt bụng, luôn đứng ra bảo vệ mọi người.
Ashido Mina (芦戸 三奈) / Pinky (ピ ン キ ー Pinkī)
Lồng tiếng bởi: Kitamura Eri 
Một nữ sinh lạc quan và sôi nổi của lớp 1-A với mái tóc và làn da màu hồng. Năng lực của cô là Acid (酸 San) cho cô khả năng tiết ra chất lỏng có tính ăn mòn từ cơ thể của mình, cũng như kiểm soát độ ăn mòn và độ dính của nó.
Hagakure Tōru (葉隠 透) / Invisible Girl (ステルスヒーロー インビジブル•ガール Suterusu Hiro Inbijiburu Garu, Stealth Hero "Invisible Girl")
Lồng tiếng bởi: Nazuka Kaori 
Một nữ sinh rất bí ẩn của lớp 1-A sở hữu năng lực Hóa tàng hình (透明化 Tōmeika). Cô cũng có khả năng khúc xạ ánh sáng chưa được giải thích đầy đủ.
Jirō Kyōka (耳郎 響香) / Earphone Jack (ヒアヒーローイヤホン•ジャック Hia Hiro Iyahon Jakku, Hear Hero "Earphone Jack")
Lồng tiếng bởi: Shindō Kei 
Một nữ sinh của lớp 1-A sở hữu năng lực Earphone Jack (イヤホンジャック Iyahon Jakku), cho cô khả năng kéo dài tai nghe có giắc cắm của mình vào đối tượng để nghe âm thanh, hoặc truyền âm thanh từ nhịp tim của mình qua đó. Kyōka có một tính cách khá thờ ơ, nhưng thực ra cô cũng rất quan tâm đến cảm xúc của người khác, cô cũng là một tài năng âm nhạc khi có thể chơi được nhiều loại nhạc cụ và giọng hát tuyệt vời của mình.
Mineta Minoru (峰田 実) / Grape Juice (モギタテヒーロー グレープ・ジュース Mogitate Hīrō Gurēpu Jūsu, Hero kết dính "Grape Juice")
Lồng tiếng bởi: Hirohashi Ryō 
Học sinh thấp nhất của lớp 1-A, cậu là một người dâm dê, thường xuyên đưa ra những nhận xét và những câu chuyện biến thái, đặc biệt là về các học sinh nữ trong lớp. Mineta sở hữu năng lực Kết Dính (もぎもぎ Mogimogi), cho cậu khả năng tạo ra nhiều quả bóng nhỏ, có độ bám dính cao mà cậu có thể nhổ ra từ đầu. Mineta miễn dịch với các hiệu ứng kết dính của chúng và có thể nhún nhảy trên chúng vì chúng cực kỳ đàn hồi.
Kaminari Denki (上鳴 電気) / Chargebolt (スタンガンヒーローチャージズマ Sutan Gan Hiro Chājizuma, Stun Gun Hero "Chargebolt")
Lồng tiếng bởi: Hatanaka Takusu
Một nam sinh của lớp 1-A. Một tay chơi lờ mờ sở hữu năng lực Sốc Điện (帯電 Taiden) cho cậu khả năng sạc và phát ra điện năng. Denki là một người rất hoạt bát và năng động và là một trong số những cây hài của lớp. Cậu cũng rất thích những thứ thời thượng.
Tokoyami Fumikage (常闇 踏陰) / Tsukuyomi (漆黒ヒーローツクヨミ Shikkoku Hiro Tsukuyomi, Hero đen bóng "Tsukuyomi")
Lồng tiếng bởi: Hosoya Yoshimasa 
Một nam sinh nghiêm túc của lớp 1-A với đầu chim. Năng lực của cậu là Dark Shadow (黒影（ダークシャドウ）Dāku Shadō), cho cậu khả năng tạo ra và điều khiển một con quái vật bóng tối đa năng, từ tấn công đến phòng thủ hoặc cả hỗ trợ. Trong bóng tối, năng lực của cậu trở nên rất mạnh nhưng khó kiểm soát, trong một môi trường có nhiều ánh sáng, cậu sẽ kiểm soát nó dễ hơn.
Ojiro Mashirao (尾白 猿夫) / Tailman (武闘ヒーロー テイルマン Butō Hīrō Teiruman, Hero võ đấu "Tailman")
Lồng tiếng bởi: Miyoshi Kosuke 
Một nam sinh ôn hòa của lớp 1-A mang năng lực cho cơ thể cậu một cái Đuôi Sau (尻 尾 Shippo), đuôi rất khỏe và có thể kết hợp với võ thuật trong chiến đấu.
Sero Hanta (瀬呂 繁太) / Cellophane (テーピンヒーローセロファン Tēpin Hiro Serofan, Taping Hero "Cellophane")
Lồng tiếng bởi: Furushima Kiyotaka 
Một nam sinh của lớp 1-A. Cậu là một người năng động, may mắn với một khuôn mặt khá đơn giản. Năng lực của cậu là Tape (テ ー プ Tēpu), cho cậu khả năng bắn băng giấy bóng dính cực kỳ chắc từ khuỷu tay của mình.
Kōda Kōji (口田 甲司) / Anima (ふれあいヒーローアニマ Fureai Hiro Anima, Hero giao cảm "Anima")
Lồng tiếng bởi: Nagatsuka Takuma
Một nam sinh nhút nhát có đầu giống như một tảng đá sở hữu năng lực Anivoice (生き物ボイス Ikimono Boisu), cho cậu khả năng giao tiếp với động vật. Tuy nhiên, cậu rất sợ côn trùng.
Satō Rikidō (砂藤 力道) / Sugarman 甘味ヒーロー シュガーマン Kanmi Hīrō Shugā Man, Hero vị ngọt "Sugarman")
Lồng tiếng bởi: Nara Tōru
Một nam sinh rất cơ bắp với môi dày và mái tóc đen, nhọn. Năng lực của cậu là Sugar Dope (シュガー•ドープ Shuga Dōpu) cho cậu khả năng tăng gấp 5 lần sức mạnh của mình bằng cách tiêu thụ mỗi 10g đường. Cậu có tài lẻ là làm bánh rất ngon, và ngay lập tức trở nên nổi tiếng với các cô gái trong lớp sau khi họ ăn thử bánh chifon của cậu.

### Học sinh lớp 1-B
Monoma Neito (物間 寧人) / Phantom Thief (ファントム・シーフ Fantomu Shīfu)
Lồng tiếng bởi: Amasaki Kōhei
Một nam sinh thông minh, nhưng đầu óc không ổn định, hay ganh tị với sự nổi tiếng và quyết tâm vượt qua lớp 1-A bằng bất kỳ cách nào. Năng lực của cậu là Copy (コ ピ ー Kopi), cho cậu khả năng sử dụng bất kỳ năng lực nào của những người mà cậu đã chạm vào.
Kendō Itsuka (拳藤 一佳) / Battle Fist (バトル・フィスト Batoru Fisuto)
Lồng tiếng bởi: Ogasawara Saki
Lớp trưởng của lớp 1-B và là một người có ý thức mạnh mẽ về công lý. Năng lực của cô là Đại Quyền (大拳 Daiken), cho cô khả năng phóng to nắm đấm của mình, và sử dụng chúng để tấn công, phòng thủ, hoặc mang theo những thứ có trọng lượng lớn.
Shiozaki Ibara (塩崎 茨) / Vine (Vaīn)
Lồng tiếng bởi: Masaka Miho
Một nữ sinh lịch sự, khiêm tốn, thích cạnh tranh công bằng và không thích sự lừa dối. Năng lực của cô là Dây Leo (ツル Tsuru), cho cô khả năng phát triển dây leo từ mái tóc, cô có thể kéo dài và sử dụng chúng trong chiến đấu.
Tetsutetsu Tetsutetsu (鉄哲 徹鐵) / Real Steel (リアル•スティール Riaru Sutīru)
Lồng tiếng bởi: Okino Kōji
Một nam sinh rất ngoan cường sở hữu năng lực Steel (ス テ ィ ー ル Sutīru), cho cậu khả năng biến đổi da mình cứng như thép, trở nên gần như bất hoại trong khi tăng cường các đòn tấn công của mình.
Honenuki Juzō (骨抜 柔造) / Mudman (マ ッ ド マ ン Maddoman)
Lồng tiếng bởi: Imaruoka Atsushi
Một nam sinh ghét thua cuộc sở hữu năng lực Hoá Mềm (柔化 Yawaraka) cho cậu khả năng làm mềm những thứ mà cậu chạm vào, cậu có thể làm chúng trở về trạng thái ban đầu nếu tái kích hoạt, dễ dàng bẫy bất cứ thứ gì đang ở bên trong. Juzo rất linh hoạt trong chiến đấu và có tài lãnh đạo, đồng thời cũng là một trong bốn học sinh được tiến cử vào Học viện Anh Hùng.
Shōda Nirengeki (庄田 二連撃) / Mines (マインズ Mainzu)
Lồng tiếng bởi: Yamaguchi Kappei
Một nam sinh có vẻ ngoài mũm mĩm và khiêm tốn sở hữu năng lực Twin Impact (ツインインパクト Tsuin Inpakuto), cho cậu khả năng lập lại xung động tại bất cứ đâu có xung động xảy ra, lần xung động sau sẽ mạnh hơn nhiều so với lần trước.
Awase Yōsetsu (泡瀬 洋雪) / Welder (ウェルダー Werudā)
Lồng tiếng bởi: Matsuoka Yoshitsugu
Một nam sinh nghiêm túc và nói nhiều. Năng lực của cậu là Hàn Gắn (溶接 Yōsetsu) cho cậu khả năng hợp nhất mọi thứ với nhau ở cấp độ nguyên tử.
Tsuburaba Kōsei (円場 硬成)
Lồng tiếng bởi: Fukuyama Jun
Một nam sinh khôn ngoan, thích cạnh tranh sở hữu năng lực Không Khí Ngưng Cố (空気凝固 Kūki gyōko), cho cậu khả năng làm cô đặc không khí thành bức tường hoặc nền tảng tùy thuộc vào dung tích phổi của cậu.
Kaibara Sen (回原 旋) / Spiral (ス パ イ ラ Supairaru)
Lồng tiếng bởi: Maeno Tomoaki
Một nam sinh thường thấy với vẻ cau mày. Năng lực của cậu là Xoắn Ốc (旋回 Senkai) cho cậu khả năng xoay tròn bất kỳ phần nào của cơ thể với tốc độ cực cao, tương tự như một mũi khoan, gia tăng khả năng tấn công mạnh mẽ của mình.
Bondo Kojirō (凡戸 固次郎) / Plamo (プラモ Puramo)
Lồng tiếng bởi: Kamiya Hiroshi
Một nam sinh cao lớn và cơ bắp với một đầu hình chai keo có bảy hốc mắt. Ngoài sức mạnh thể chất đi kèm kích thước to lớn, năng lực Cemendine (セメダイン Semedain) cho cậu khả năng phóng ra chất lỏng giống như keo từ các “hốc mắt” của mình.
Yanagi Reiko (柳 レイ子) / Emily (エミリー Emirī)
Lồng tiếng bởi: Yonaga Tsubasa
Một nữ sinh ít nói và vô cảm có tư thế đứng tương tự như zombie, ma và các sinh vật undead khác. Năng lực của cô là Poltergeist (ポ ルタ ー ガイスト Porutāgaisuto), cho khổ khả năng điều khiển các vật thể xung quanh.
Shishida Jūrōta (宍田 獣郎太) / Gevaudan (ジェボーダン Jebōdan)
Lồng tiếng bởi: Inoue Kazuhiko
Một nam sinh có vẻ ngoài giống động vật ăn thịt. Năng lực của cậu là Beast (ビースト Bīsuto) cho cậu khả năng biến thành một con quái thú, gia tăng kích thước, sức mạnh và giác quan.
Kuroiro Shihai (黒色 支配) / Vantablack (陰謀ヒーロー ベンタブラック Inbō Hīrō Bentaburakku, Scheming Hero "Vantablack")
Lồng tiếng bởi: Sugita Tomokazu
Một nam sinh với làn da đen như mực và biểu cảm sắc sảo sở hữu năng lực Black (黒（ブラック）Burakku) cho cậu khả năng hợp nhất vào bất cứ thứ gì có màu đen và điều khiển chúng.
Kodai Yui (小大 唯) / Rule (ルール Rūru)
Lồng tiếng bởi: Yurianne Eve
Một nữ sinh vô cảm sở hữu năng lực Size (サイズ Saizu) cho cô khả năng thay đổi kích thước của bất kỳ vật thể nào mà cô ấy chạm vào.
Rin Hiryū (鱗 飛龍 (Lân Phi Long) bính âm: Lín Fēi Lóng) / Long Duy Tử (龍 帷子 Ron Weizu, bính âm: Lóng Wéi Zi)
Lồng tiếng bởi: Kuwano Kosuke
Một nam sinh đến từ Trung Quốc. Năng lực của cậu là Vảy Da (鱗 Uroko), cho cậu khả năng tạo thành vảy trên cơ thể để chiến đấu và các mục đích khác. Rin là một trong hai học sinh ngoại quốc của lớp.
Komori Kinoko (小森 希乃子) / Shemage (シーメイジ Shīmeiji)
Lồng tiếng bởi: Minase Inori
Một nữ sinh nhút nhát có vẻ ngoài nhỏ nhắn cùng mái tóc che mắt và hầu hết khuôn mặt. Năng lực của cô là Nấm (キ ノ コ Kinoko), cho cô khả năng tạo ra bào tử nấm và trồng nấm từ các bề mặt xung quanh bao gồm cơ thể của chính cô lẫn đối thủ.
Kamakiri Togaru (鎌切 尖) / Jack Mantis (ジャックマンティス Jakku Mantisu)
Lồng tiếng bởi: Kishio Daisuke
Một nam sinh hiếu chiến có vẻ ngoài cao lớn và quả đầu mohawk, sở hữu năng lực Dao Sắc (刃鋭 Jinei), cho cậu khả năng tạo ra những lưỡi dao sắc bén ở mọi nơi trên cơ thể.
Tsunotori Pony (角取 ポニー Tsunotori Ponī) / Rocketty (ロケッティ Roketti)
Lồng tiếng bởi: Peteo Kaede
Một nữ sinh có mái tóc gợn sóng, với sừng và chân sau giống loài ngựa. Ngoài ra, cô có thể chạy nhanh với bốn chi và có thể mang theo người trên lưng. Năng lực của cô là Pháo Sừng (角砲 Hōnhou) cho cô khả năng tách và kiểm soát những chiếc sừng của mình một cách hiệu quả. Pony là một trong hai học sinh ngoại quốc trong lớp, được xác nhận là đến từ Hoa Kỳ.
Tokage Setsuna (取蔭 切奈) / Lizardy (リザーディ Rizādi)
Lồng tiếng bởi: Nabatame Hitomi
Một nữ sinh với hàm răng sắc nhọn, rất thích khủng long. Năng lực của cô là Thằn Lằn Đứt Đuôi (トガケのしっぽ切リ Tokage no Shippokiri), cho cô khả năng phân tách cơ thể của mình thành nhiều mảnh nhỏ và tự do điều khiển chúng. Setsuna là một người thông minh và có tài lãnh đạo, đồng thời cũng là một trong bốn học sinh được tiến cử vào Học viện Anh Hùng.
Fukidashi Manga (吹出 漫我) / Comicman (コミックマン Komikkuman)
Lồng tiếng bởi: Toki Shun'ichi
Một nam sinh khá thấp, hay biểu cảm với một bong bóng lời thoại thay cho đầu. Năng lực của cậu là Comic (コミック Komikku) cho cậu khả năng hiện thực hóa những từ tượng thanh mà cậu phát ra.

### Học sinh năm ba
Tōgata Mirio (通形 ミリオ) / Lemillion (ル ミ リ オ ン Rumirion)
Lồng tiếng bởi: Shingaki Tarusuke 
Mirio là một trong ba học sinh hàng đầu của Học viện Anh Hùng và là thực tập sinh tại văn phòng của Sir Nighteye. Cậu có nhiều khả năng nhận được "One For All" từ All Might trước khi ông quyết định chuyển nó cho Izuku. Năng lực của cậu là Xuyên Thấu (透過 Tōka) cho cậu khả năng di chuyển cơ thể xuyên qua bất cứ thứ gì.
Hadō Nejire (波動 ねじれ) / Nejire-chan (ねじれちゃん)
Lồng tiếng bởi: Yasuno Kiyono 
Nejire là một trong ba học sinh hàng đầu của Học viện Anh Hùng. Nejire có tính cách tò mò, hòa đồng và nói nhiều. Cô có thể tạo ra cơn địa chấn xoắn ốc với năng lực Ba Động (波動 Hadō), có thể được sử dụng để tấn công hoặc di chuyển.
Amajiki Tamaki (天喰 環) / Suneater (サンイーター San'ītā)
Lồng tiếng bởi: Uemura Yūto
Tamaki là một trong ba học sinh hàng đầu của Học viện Anh Hùng. Cậu có vẻ khá lúng túng về mặt giao tiếp, cũng như thiếu tự tin vào khả năng của bản thân và rất nhút nhát. Mặc dù vậy, cậu vẫn thể hiện niềm tin vững vàng của mình. Năng lực của cậu là Tái Hiện (再現 Saigen) cho cậu khả năng tạo ra những bộ phận của thứ mà cậu đã ăn.

### Các học sinh khác
Hatsume Mei (発目 明)
Lồng tiếng bởi: Sakura Azu
Mei là một học sinh thuộc lớp 1-H, Khoa hỗ trợ, chuyên sáng chế các trang thiết bị cho anh hùng. Năng lực của cô là Zoom (ズ ー ム Zūmu), cho cô khả năng phóng to tầm nhìn của mình lên đến 5km nếu tập trung.
Shinsō Hitoshi (心操 人使)
Lồng tiếng bởi: Hatano Wataru
Hitoshi là một học sinh đến từ lớp 1-C, Khoa phổ thông. Năng lực của cậu là Tẩy Não (洗脳 Sen'nō), cho cậu khả năng điều khiển những người đáp lại lời nói của cậu. Cậu thường bị coi là "hợp làm tội phạm hơn" vì bản chất năng lực của mình, nhưng cậu lại có quyết tâm trở thành một anh hùng. Thật ra, năng lực của cậu khá hữu ích, nhưng do bài thi đầu vào khoa anh hùng của Học viện Anh Hùng hầu như phụ thuộc vào sức mạnh thể chất, nên cậu đã trượt và phải theo học khoa giáo dục phổ thông. Sau khi nhận được lời khen ngợi về thành tích của mình trong Hội thao Học viện Anh Hùng, Eraser Head ra sức huấn luyện cho cậu và chuẩn bị cho cậu để có thể chuyển đến khoa anh hùng.

### Giáo viên
Nezu (根津)
Lồng tiếng bởi: Takato Yasuhiro
Hiệu trưởng của Học viện Anh Hùng, một trường hợp hiếm mà động vật sỡ hữu siêu năng lực. Năng lực của ông là High Spec (ハイ•スペック Hai Supekku), cho ông trí tuệ phát triển hơn cả con người. Ông cũng biết được bí mật của All Might, ông còn có sở thích giảng dạy và uống trà. Ông cũng thể hiện một mặt tàn bạo vì từng trải qua những thí nghiệm đau đớn trong quá khứ.
Aizawa Shōta (相澤 消太) / Eraser Head (イレイザー•ヘッド Ireizā Heddo)
Lồng tiếng bởi: Suwabe Junichi
Giáo viên chủ nhiệm của lớp 1-A. Anh dường như luôn có vẻ bơ phờ và ghét việc lãng phí thời gian. Năng lực của anh là Tiêu Trừ (抹消 Masshō) cho anh khả năng vô hiệu hóa siêu năng lực của những kẻ nằm trong tầm nhìn của mình. Trong các trận chiến, anh đeo kính bảo hộ như một cách để ngăn kẻ thù biết được tầm nhìn của mình. Anh giờ có một vết sẹo dưới mắt phải, kết quả của một trận chiến với tội phạm.
Yamada Hizashi (山田 ひざし) / Present Mic (プレゼント・マイク Purezento Maiku)
Lồng tiếng bởi: Yoshino Hiroyuki
Giáo viên tiếng Anh của trường, sở hữu năng lực Voice (ヴォイス Voisu) cho anh khả năng khuếch đại giọng nói của mình. Anh xuất hiện tại lễ khai giảng để giới thiệu các học sinh mới với trường và cũng hoạt động như một phát thanh viên.
Kan Sekijirō (管 赤慈郎) / Vlad King (ブラッドヒーロー･ブラドキング Buraddo Hīrō Buradokingu, Blood Hero "Vlad King")
Lồng tiếng bởi: Matsuda Shuhei
Giáo viên chủ nhiệm của lớp 1-B sỡ hữu năng lực Điều khiển maú (操血 Sōketsu) cho anh khả năng điều khiển máu, một người rất quan tâm với học sinh của mình, sẵn sàng liều mình để bảo vệ họ.
Shūzenji Chiyo (修善寺 治与) / Recovery Girl (妙齢ヒロイン リカバリー・ガール Myōrei Hiroin Rikabarī Gāru, Heroine tuổi trẻ "Recovery Girl")
Lồng tiếng bởi: Kozakura Etsuko
Y tá của trường và là giáo viên điều dưỡng với vẻ ngoài của một cụ bà nhỏ nhắn. Năng lực của bà là Phục Hồi (治癒力の超活性化 Chiyuryoku no Chōkasseika), cho bà khả năng chữa lành vết thương cho người khác bằng cách hôn họ.
Số 13 (１３号 Jū-san-gō) / Space Hero (スペースヒーロ Supēsu Hīrō)
Lồng tiếng bởi: Inuyama Inuko
Một anh hùng chuyên giải cứu trong thiên tai. Năng lực của cô là Black Hole (ブラック•ホール Burakku Hōru) cho cô khả năng triệu tập một lỗ đen hút mọi thứ với ngón tay mình, cô có thể biến bất cứ điều gì được hút vào thành cát bụi.
Ishiyama Ken (石山 堅) / Cementoss (セメントス Sementosu)
Lồng tiếng bởi: Okuma Kenta
Một anh hùng trông giống như một tảng đá, là giáo viên dạy môn văn học hiện đại. Năng lực của anh là Cement (セメント Semento) cho anh khả năng điều khiển bê tông.
Kayama Nemuri (香山 睡) / Midnight (18禁ヒーロー ミッドナイト Jū-hachi-kin Hīrō Middonaito, Hero cấm dưới 18 "Midnight")
Lồng tiếng bởi: Watanabe Akeno
Một nữ anh hùng dạy môn lịch sử nghệ thuật anh hùng hiện đại. Cô xuất hiện với tư cách là trọng tài tại Hội thao của Học viện Anh Hùng. Năng lực của cô là Hương Gây Ngủ (眠り香 Nemurika) cho cô khả năng tạo ra một mùi hương làm mọi người ngủ thiếp đi.
Ectoplasm (エクトプラズム Ekutopurazumu)
Lồng tiếng bởi: Nishida Masakazu
Một anh hùng và là giáo viên dạy môn toán của Học viện Anh Hùng. Anh sử dụng chân giả sau khi bị mất trong một trận chiến với tội phạm. Năng lực của anh là Phân Thân (分身 Bunshin) cho anh khả năng phun ra ngoại chất từ miệng và có thể dùng nó để tạo thành một bản sao của chính mình.
Snipe (スナイプ Sunaipu)
Lồng tiếng bởi: Nara Tōru
Một anh hùng với ngoại hình của một chàng cao bồi. Năng lực của anh là Homing (ホーミング Hōmingu) cho anh khả năng điều khiển quỹ đạo của viên đạn mà mình bắn ra.
Maijima Higari (埋島 干狩) / Power Loader (掘削ヒーロー パワー・ローダー Kussaku Hīrō Pawārōdā, Hero đào xới "Power Loader")
Lồng tiếng bởi: Kitazawa Yō
Một người đàn ông khá nhỏ nhắn với bàn tay lớn và một chiếc mũ bảo hiểm. Higari điều hành studio phát triển trang phục của Học viện Anh Hùng, anh là nhà phát triển giấy phép và có kiến thức về việc tạo, nâng cấp và duy trì trang phục anh hùng. Năng lực của anh là Vuốt sắt (鉄爪 Tessō) cho anh móng vuốt sắt ở đầu bàn tay.

## Anh hùng chuyên nghiệp

### Các anh hùng hàng đầu
Các anh hùng được Hiệp hội đánh giá tổng thể tốt nhất, dựa trên số lượng vụ việc giải quyết, mức độ đóng góp cho xã hội và xếp hạng phê duyệt quốc gia trong bất kỳ năm nào, thông tin sau đó sẽ được tổng hợp thành Bảng xếp hạng siêu anh hùng Nhật Bản. All Might đã từng là anh hùng số 1 trên bảng xếp hạng đến khi ông giải nghệ.
Todoroki Enji (轟 炎司) / Endeavor (フレイムヒーロー エンデヴァー Fureimu Hīrō Endevā, Flame Hero "Endeavor")
Lồng tiếng bởi: Inada Tetsu
Là anh hùng hàng đầu tại Nhật Bản. Ông sở hữu năng lực Hellflame (ヘルフレイ ム Herufureimu) và là một huyền thoại của Học viện Anh Hùng. Ông đã nuôi dạy con trai mình, Todoroki Shōto, với mục đích duy nhất là biến cậu thành một anh hùng vượt qua cả All Might. Ông liên tục ép buộc con trai phải khổ luyện để trở nên mạnh mẽ hơn khi cậu bắt đầu lên 5 tuổi, và thậm chí đã tống vợ mình vào viện tâm thần sau khi bà làm Shōto bị thương, điều này làm Shōto rất ghét ông. Sau khi All Might giải nghệ, Endeavor quyết tâm khẳng định mình là anh hùng số một trong nước, ông làm việc chăm chỉ để chứng minh lời hứa của mình trong khi cố gắng chuộc lỗi lầm với gia đình.
Takami Keigo (鷹見 啓悟) / Hawks (ウィングヒーロー ホークス Uingu Hīrō Hōkusu, Wing Hero "Hawks")
Một anh hùng vô tư và nói nhiều, cũng là anh hùng đứng thứ hai trong nước sau khi All Might giải nghệ. Năng lực của anh là Đôi cánh vững chãi (剛翼 Gōyoku), cho anh một đôi cánh cứng màu đỏ to lớn. Ngoài ra, Hawks có thể tách lông của mình để thực hiện các nhiệm vụ cá nhân và lắp lại chúng sau đó. Anh xâm nhập vào Liên Minh Tội Phạm với tư cách là một điệp viên hai mang của Hiệp hội siêu anh hùng.
Hakamada Tsunagu (袴田 維) / Best Jeanist (ファイバーヒーロー ベスト・ジー二スト Faibā Hīrō Besuto Jīnisuto, Fiber Hero "Best Jeanist")
Lồng tiếng bởi: Midorikawa Hikaru
Cựu học sinh của Học viện Anh Hùng sở hữu năng lực Fiber Master (ファイバーマスター Faibā Masutā), cho anh khả năng kiểm soát các sợi vải trên quần áo, anh từng là anh hùng xếp hạng thứ 4 và xếp thứ 3 sau khi All Might giải nghệ.
Kamihara Shin'ya (紙原 伸也) / Edgeshot (忍者ヒーロー エッジショット Ninja Hīrō Ejjishotto, Hero nhẫn giả "Edgeshot")
Lồng tiếng bởi: Kamakari Kenta
Shinya là một anh hùng mang chủ đề ninja, hiện tại anh là anh hùng xếp hạng thứ 4. Năng lực của anh là Thân Giấy (紙肢 Shishi) cho anh khả năng điều khiển cơ thể mỏng manh của mình, biến đổi sự co duỗi của cơ thể mình nhanh hơn tốc độ âm thanh.
Nishiya Shinji ( 西屋 森児) / Kamui Rừng Xanh (シンリン ・ カムイ Shinrin Kamui)
Lồng tiếng bởi: Kitada Masamichi
Một anh hùng sở hữu năng lực Thân Gỗ (樹木 Jumoku) cho anh khả năng biến đổi chân tay có cấu tạo bằng cây của mình. Anh hiện đang được xếp ở vị trí thứ 7 trên bảng xếp hạng siêu anh hùng.
Sakamata Kūgo (逆俣 空悟) / Gang Orca (ギャング・オルカ Gyangu Oruka)
Lồng tiếng bởi: Matsuda Shuhei
Gang Orca là anh hùng số 10 trên bảng xếp hạng anh hùng Nhật Bản. Năng lực của anh là Cá Voi Sát Thủ (シャチ Shachi) cho anh ngoại hình và khả năng của một con cá voi sát thủ.

### Các anh hùng địa phương
Takeyama Yū (岳山 優) / Mount Lady (Mt. レデ Maunto Redi)
Lồng tiếng bởi: Nazuka Kaori
Một nữ anh hùng sở hữu năng lực Khổng Lồ Hóa (巨大化 Kyodaika) cho cô khả năng phóng to kích thước cơ thể. Cô có xu hướng tạo ra những tư thế khiêu khích để thu hút sự chú ý của giới truyền thông.
Death Tegoro (デステゴロ Desu Tegoro, "cánh tay chết")
Lồng tiếng bởi: Ogami Shinnosuke
Một anh hùng sở hữu năng lực cho anh ta sức mạnh siêu phàm, anh đã thuê Jirō Kyōka thực tập tại văn phòng của mình.

### Nhóm anh hùng Wild Wild Pussycats
Họ là những người bạn thân từng học cùng nhau tại Học viện Anh Hùng, những người đã chọn làm việc cùng nhau sau khi tốt nghiệp. Họ chuyên về cứu hộ núi, và cùng nhau sở hữu một mảnh đất lớn, nơi các học sinh năm nhất Học viện Anh Hùng tập huấn trong tuần huấn luyện mùa hè.
Sōsaki Shino (送崎 信乃) / Mandalay (マンダレイ Mandarei)
Lồng tiếng bởi: Suganuma Chisa
Một người em của cặp vợ chồng anh hùng Water Hose, và là người giám hộ của con trai họ, Kota. Năng lực của cô là Telepath (テレパス Terepasu), cho cô khả năng giao tiếp tâm trí với nhiều người cùng một lúc thông qua việc truyền xung thần kinh.
Shiretoko Tomoko (知床 知子) / Ragdoll (ラグドール Ragudōru)
Lồng tiếng bởi: Kawasaki Meiko
Năng lực của cô là Search (サーチ Sāchi), cho cô khả năng đánh dấu và theo dõi tới 100 người cùng một lúc, bao gồm vị trí và điểm yếu của họ. Tuy nhiên, năng lực của cô đã bị All For One đánh cắp sau sự kiện giải cứu Bakugō Katsuki. Mặc dù không thể hoạt động như một anh hùng, cô vẫn là một thanh viên của nhóm.
Tsuchikawa Ryūko (土川 流子) / Pixie-Bob (ピクシー・ボブ Pikushī Bobu)
Lồng tiếng bởi: Machiyama Serina
Một nữ anh hùng ghét bị người khác tọc mạch về tuổi tác và luôn mong muốn sớm lập gia đình. Năng lực của cô là Thổ Lưu (土流 Doryū), cho cô khả năng tự do điều khiển đất với nhiều khả năng khác nhau.
Chatora Yawara (茶虎 柔 Chatora Yawara) / Tiger(虎 Tora)
Lồng tiếng bởi: Ogami Shinosuke
Thành viên nam duy nhất của Pussycats. Năng lực của anh là Thân Mềm (軟体 Nantai), cho anh khả năng kéo dài và làm phẳng cơ thể mình.

### Các anh hùng khác
Īda Tensei (飯田 天晴) / Ingenium (インゲニウム Ingeniumu)
Lồng tiếng bởi: Kitada Masamichi
Anh trai của Ten'ya, giao phó danh hiệu cho em trai mình sau khi buộc phải nghỉ hưu do bị Stain làm cho tàn tật. Năng lực Engine của anh giống với em trai mình, ngoại trừ các động cơ được đặt ở khuỷu tay.
Sorahiko (空彦) / Gran Torino (グラン・トリノ Guran Torino)
Lồng tiếng bởi: Ogata Kenichi
Một anh hùng đã nghỉ hưu sở hữu năng lực Jet (ジェット Jetto) cho phép ông khả năng xả không khí ra lòng bàn chân để tăng cường tốc độ và khả năng bay của mình. Là một trong những người bạn lớn tuổi nhất của All Might, Torino là giáo viên chủ nhiệm của All Might khi ông còn làm việc tại Học viện Anh Hùng và giúp All Might tập luyện để thành thạo One For All sau khi Shimura Nana qua đời.
Sir Nighteye (サー・ナイトアイ Sā Naitoai)
Lồng tiếng bởi: Miki Shin'ichiro
Là trợ thủ cũ của All Might, Sir Nighteye cũng là người cố vấn của Togata Mirio và đã thuê Izuku thực tập tại văn phòng của mình. Năng lực của anh là Tiên Tri (予知 Yochi), cho anh khả năng nhìn thấy tương lai của một người với độ chính xác 100%. Nighteye bị trọng thương trong cuộc đột kích tại hang ổ Yakuza Bát Trai Hội, anh qua đời sau khi nhận ra rằng Izuku có thyể thay đổi tương lai mà mình nhìn thấy.
Toyomitsu Taishirō (豊満 太志郎) / Fat Gum (BMIビーエムアイヒーロー ファット・ガム Bīemuai Hīrō Fatto Gamu, BMI Hero "Fat Gum")
Một anh hùng chuyên nghiệp sở hữu năng lực Hấp Thụ Chất Béo (吸着 Shibō Kyūchaku), cho anh khả năng hấp thụ mọi thứ vào cơ thể to béo của mình cùng khả năng chuyển hóa chất béo thành sức mạnh. Anh đã thuê Kirishima Eijiro và Amajiki Tamaki đến thực tập tại văn phòng của mình.

## Nhân vật phản diện

### Liên Minh Tội Phạm
Liên Minh Tội Phạm (ヴィラン連合 Viran Rengō), là một tổ chức được All For One thành lập để chiếm lĩnh thế giới bằng cách đánh bại tất cả các anh hùng, và là nhóm nhân vật phản diện chính của bộ truyện.
All For One (オール・フォー・ワン Ōru Fō Wan)
Lồng tiếng bởi: Ōtsuka Akio
Một tội phạm cực kỳ mạnh mẽ và nguy hiểm, All For One là kẻ thù lớn nhất cả sự nghiệp của All Might. All For One là người của thế hệ trước, hắn sở hữu năng lực All For One (オール・フォー・ワン  Ōru Fō Wan) cho hắn khả năng tước đoạt siêu năng lực của người khác và phân phát chúng. All For One là kẻ gián tiếp tạo ra One For All khi hắn chuyển một siêu năng lực có khả năng tích trữ sức mạnh thể chất vào người em trai không có siêu năng lực của mình. All For One vẫn ở trong hang ổ của hắn cho đến khi ra mặt để cứu Shigaraki Tomura, cuối cùng hắn đã bị bắt bởi các anh hùng.
Shigaraki Tomura (死柄 木弔)
Lồng tiếng bởi: Uchiyama Kōki
Thủ lĩnh của Liên Minh Tội Phạm và là nhân vật phản diện chính của bộ truyện, tên thật của hắn là Shimura Tenko (志村 転弧), cũng là cháu trai của người sở hữu One For All thế hệ trước của All Might, Shimura Nana. Hắn được All For One nuôi dạy sau một thảm kịch thời thơ ấu, khiến hắn vỡ mộng với xã hội và cảm thấy cách tốt nhất để phá hủy nó là giết chết All Might, Biểu tượng Hòa Bình. Năng lực của hắn là Phân Rã (崩壊 Hōkai), cho hắn khả năng làm tan rã bất cứ thứ gì hắn chạm vào bằng cả năm ngón tay. Sau khi All For One bị bắt, Shigaraki kế thừa việc lãnh đạo Liên minh tội phạm, hắn đã đánh cắp những viên đạn phá hủy siêu năng lực mà Overhaul tạo ra.
Kurogiri (黒霧, nghĩa là "Sương mù đen")
Lồng tiếng bởi: Fujiwara Takahiro 
Cánh tay phải đắc lực của Tomura. Một kẻ có vẻ ngoài trông giống sương mù, mặc một bộ đồ thanh lịch với những tấm kim loại bao quanh xương cổ. Năng lực của hắn là Warp Gate (ワープ・ゲート Wāpu Gēto), cho hắn khả năng mở cổng không gian để dịch chuyển bản thân cũng như những người khác đến các địa điểm khác nhau.
Nomu (脳無 Nōmu, nghĩa là “không não”)
Với vẻ ngoài là những quái vật cơ bắp, thực chất Nomu là những kẻ nhận được những siêu năng lực từ All For One. Trong khi kết quả cuối cùng là sẽ trở thành những kẻ có sức mạnh to lớn, tuy vậy việc sở hữu nhiều siêu năng lực đã làm chúng rối loạn tâm lí và bị biến thành những kẻ điên cuồng tàn bạo.
Giran (義爛 Giran)
Lồng tiếng bởi: Ogino Seiro
Giran là một tên môi giới làm việc cho Liên Minh Tội Phạm và giúp chúng chiêu mộ các thành viên mới.

#### Đội Quân Tiên Phong
Một nhóm gồm mười thành viên mới gia nhập của Liên Minh Tội Phạm. Hầu hết thành viên của nhóm này đều là những người theo đuổi lý tưởng của Stain.
Dabi (荼毘 Dabi)
Lồng tiếng bởi: Shimono Hiro
Một gã thanh niên với làn da chằn chịt mũi khâu cùng cách cư xử thô lỗ. Hắn gia nhập Liên Minh Tội Phạm vì tôn trọng và muốn hoàn thành lý tưởng của Stain. Hắn tự gọi mình là Dabi (mang nghĩa “hỏa thiêu”), lấy cảm hứng từ việc sử dụng bí danh của Stain, và nói rằng hắn sẽ tiết lộ tên thật của mình vào lúc thích hợp. Năng lực của hắn, mặc dù vẫn chưa được đặt tên, cho hắn khả năng tạo ra và điều khiển ngọn lửa màu xanh. Về sau danh tính của hắn cuối cùng đã bị tiết lộ. Hắn chính là con trai trưởng của siêu anh hùng hạng 2 và nay là hạng nhất - Endaevor. Dabi chính là Toya Todoroki. Dabi ra đời trong cuộc hôn nhân về năng lực nhưng vì không đạt được những gì như mong muốn của Endaevor nên cậu bị chính cha mình ghẻ lạnh, đối xử tàn nhẫn và bỏ rơi không thương tiếc.
Toga Himiko (渡我 被身子 Toga Himiko)
Lồng tiếng bởi: Fukuen Misato
Một cô gái trẻ có tính cách bất thường tham gia liên minh vì cảm thấy cuộc sống quá khó khăn. Cô bị ám ảnh bởi máu, thừa nhận rằng cô thích nhìn người khác khi cơ thể họ đang được bao phủ bởi máu. Sự ám ảnh này khiến cô quan tâm đến bất cứ ai mà cô cho là đẹp trai hoặc thú vị, như Stain, khi cô nói muốn giết và trở thành hắn, và sau đó là Izuku sau khi cô thấy cậu bị thương nặng. Năng lực của cô là Biến Thân (変 身 Henshin), cho cô khả năng biến hình thành bất cứ ai sau khi nuốt máu của họ.
Muscular (マスキュラー Masukyurā)
Lồng tiếng bởi: Takaguchi Kousuke 
Một gã đàn ông cao lớn, cồng kềnh với mái tóc vàng nhọn hoắt. Hắn bị mất mắt trái và có một vết sẹo lớn trên mặt sau trận chiến với nhóm anh hùng Water Hose trong quá khứ. Hắn rất tàn bạo và khát máu, thể hiện sự thích thú khi giết người, anh hùng và thường dân. Năng lực Tăng Trưởng Cơ Bắp (筋肉増強 Kin'niku Zōkyō) cho hắn khả năng tăng cường các sợi cơ bên dưới da, tăng sức mạnh và tốc độ di chuyển của hắn.
Mustard (マスタード Masutādo)
Lồng tiếng bởi: Furushima Kiyotaka 
Một thiếu niên gầy với mái tóc gợn sóng. Hắn mặc một bộ gakuran màu đen cùng với mặt nạ phòng khí độc che giấu hoàn toàn khuôn mặt, gắn vào hai bình oxy trên lưng. Năng lực của hắn cho hắn khả năng tạo ra và điều khiển một loại khí gây mê.
Hikiishi Kenji (引石 健磁 Hikīshi Kenji) / Magne (マグネ Magune)
Lồng tiếng bởi: Inoue Satoru 
Một phụ nữ với dáng người vạm vỡ, khuôn mặt gầy gò quanh cằm, mái tóc đỏ dài, đôi mắt hình bầu dục và môi dày. Ả rất tàn bạo, gia nhập Liên Minh Tội Phạm để có thể tự do sống cuộc sống theo cách ả muốn. Năng lực của ả là Từ Lực (磁力 Jiryoku), cho ả khả năng từ tính hóa mọi người xung quanh, bán kính lên tới 4,5 mét. Đàn ông phân cực nam, còn phụ nữ phân cực bắc. Ả có thể từ hóa toàn bộ cơ thể của một người hoặc các phần cụ thể. Sau khi được từ tính hóa, các mục tiêu sẽ bị hút hoặc đẩy lùi nhau tùy thuộc vào việc chúng có cùng giới tính hay không. Ả sau đó đã bị Overhaul giết chết.
Moonfish (ムーンフィッシュ Mūnfisshu)
Lồng tiếng bởi: Matsuda Shuhei 
Một gã đàn ông khá cao, mặc một bộ quần áo màu đen, với hai cánh tay bị trói ngang ngực theo hình chữ X, và hầu như toàn bộ khuôn mặt của hắn được che kín trừ miệng. Năng lực của hắn là Răng Kiếm (歯刃 Shijin) cho hắn khả năng mở rộng, phát triển và dùng răng của mình để tấn công hoặc di chuyển xung quanh.
Iguchi Shuichi (伊口 秀一 Iguchi Shūichi) / Spinner (スピナー Supinā)
Lồng tiếng bởi: Iwasaki Ryō 
Một gã có ngoại hình giống loài bò sát, có vảy màu xanh lá cây trên da và khuôn mặt giống loài thằn lằn. Giống với Dabi, hắn rất ngưỡng mộ Stain, đến mức bắt chước cả phong cách trang phục, vũ khí, và nhằm mục đích theo đuổi lý tưởng và biến giấc mơ của Stain thành hiện thực. Hắn cũng tôn trọng ước muốn của Stain khi đã bảo vệ Izuku khỏi Magne, vì Stain cho rằng Izuku chính là anh hùng đích thực.
Bubaigawara Jin (分倍河原 仁 Bubaigawara Jin) / Twice (トゥワイス Tuwaisu)
Lồng tiếng bởi: Endō Daichi 
Một gã đàn ông trưởng thành có mái tóc nhọn nhẹ và một vết sẹo lớn trên trán. Hắn là một kẻ đa nhân cách, sở hữu năng lực Nhị Bội (二倍 Nibai) cho hắn khả năng ta tạo một bản sao của bất cứ thứ gì, hai cái cùng một lúc, thông qua cảm ứng. Hắn bị rối loạn nhận cách vì nhiều lần dùng năng lực trong quá khứ. Ngay cả hắn cũng không chắc chắn liệu hắn là bản thể gốc hay chỉ là một bản sao đã giết chết bản gốc.
Sako Atsuhiro (迫 圧紘 Sako Atsuhiro) / Mr. Compress (Mr. ミスター) コンプレス Misutā Konpuresu)
Lồng tiếng bởi: Mogami Tsuguo 
Được biết đến là một trong những tội phạm thông minh nhất thế giới và đóng vai trò là bộ não của Liên Minh Tội Phạm. Khuôn mặt hắn được che bởi một mặt nạ mỉm cười. Hắn là một gã nói nhiều, hài hước với các đồng minh và cả kẻ thù của mình. Năng lực của hắn là Compress (ン プ レ Konpuresu), cho hắn khả năng "nén" bất cứ thứ gì trong một khu vực hình cầu vào một viên bi nhỏ mà không làm ảnh hưởng đến nó.

### Tử Uế Bát Trai Hội
Tử Uế Bát Trai Hội (死穢八斎會 Shie Hassaikai), một nhóm tội phạm được biết đến là băng đản Yakuza cuối cùng còn hoạt động tại Nhật Bản, kể từ khi Hiệp hội siêu anh hùng được thành lập.
Chisaki Kai (治崎 廻 Chisaki Kai) / Overhaul (オーバーホール Ōbāhōru)
Lồng tiếng bởi: Tsuda Kenjiro
Chisaki là thủ lĩnh của Bát Trai Hội. Năng lực của hắn là Overhaul オーバーホール Ōbāhōru) cho hắn khả năng tháo rời và lắp ghép cấu trúc mọi đối tượng bằng cách chạm vào. Hắn đã bị đánh bại bởi Deku, sau đó bị Tomura phá hủy cánh tay và chiếm đoạt lấy đạn phá hủy siêu năng lực, thứ mà hắn dùng cả đời mình để chế tạo.

### Dị Năng Giải Phóng Quân
Dị Năng Giải Phóng Quân (異能解放軍 Inō Kaihō-gun) là một tổ chức lớn được Yotsubashi Chikara (四ツ橋主税 Yotsubashi Chikara) thành lập, người còn được gọi với cái tên Destro (デストロ Desutoro). Mục tiêu của chúng là hướng đến một thế giới nơi con người có thể thoải mái dùng dị năng tùy thích. Sau này, Dị Năng Giải Phóng Quân bị Liên Minh Tội Phạm đánh bại và hợp nhất hai tổ chức lại thành Chiến Tuyến Giải Phóng Siêu Nhiên.
Yotsubashi Rikiya (四ツ橋力也 Yotsubashi Rikiya) / Re-Destro (デストロ再 Ri-Desutoro)
Thủ lĩnh hiện tại của Dị Năng Giải Phóng Quân, con trai của Destro và là CEO của công ty Detnerat (デトネラット Detoneratto). Dị năng của hắn là Stress (ストレス Sutoresu) cho hắn khả năng chuyển đổi căng thẳng và giận dữ để tăng sức mạnh và kích thước của cơ thể.
Geten (外典 Geten) / Iceman (氷男 Kо̄riotoko)
Là chiến binh ưu tú của Dị Năng Giải Phóng Quân, một kẻ bí ẩn rất trung thành với Re-Destro. Dị năng của hắn cho phép hắn điều khiển mọi loại băng đá ở môi trường xung quanh.

### Nhân vật phản diện khác
Akaguro Chizome (赤黒 血染 Akaguro Chizome) / Hero Killer: Stain (ヒーロー殺し ステイン Hīrō Goroshi Sutein)
Lồng tiếng bởi: Inoue Go 
Ban đầu là một học sinh với mong muốn trở thành anh hùng, Stain rơi vào tuyệt vọng sau khi nhận ra rằng nhiều kẻ mong muốn trở thành anh hùng vì tiền bạc, danh tiếng hơn là bảo vệ người khác. Hắn bỏ học vì muốn trở thành một người có thể cải cách lại hệ thống anh hùng. Sự thờ ơ của công chúng chỉ khiến Stain rơi sâu hơn vào bóng tối. Cho đến khi hắn chộp lấy cơ hội và từ bỏ việc thay đổi xã hội bằng phương pháp hòa bình. Hắn đã từ bỏ mong muốn trở thành một anh hùng, thay vào đó hắn đã trở thành một quái hiệp với bí danh Stendhal (スタンダール Sutandāru), cho đến khi trở thành một kẻ chuyên đồ sát các anh hùng với tên gọi Hero Killer: Stain (ヒーロー殺ころしステイン Hiro Goroshi Sutein), anh hùng chỉ dành cho những người mà hắn coi là "anh hùng đích thực", bao gồm All Might và Izuku. Sau khi hắn bị bắt, Izuku thừa nhận rằng ở một mức độ nào đó, cậu ngưỡng mộ và hiểu được lí tưởng và chủ nghĩa duy tâm của Stain, nhưng không thể chấp nhận phương pháp của hắn. Sau khi hắn đã bị đánh bại và bắt giữ, một nhóm gồm các tội phạm lấy cảm hứng từ lý tưởng của hắn bắt đầu xuất hiện. Năng lực của hắn là Ngưng Huyết (凝血 Gyōketsu), cho hắn khả năng làm bất động đối phương bằng cách nuốt một ít máu của họ.
Tobita Danjuro (飛田 弾柔郎 Tobita Danjūrō) / Gentle Criminal (ジェントル・クリミナル Jentoru Kuriminaru)
Gentle là một tội phạm ít quan tâm đến tiền hay những thứ có giá trị, thay vào đó, hắn chạy theo danh vọng và tiếng tăm, thứ mà hắn đạt được thông qua các video ghi lại các hành vi phạm tội của mình. Danjuro tự cho mình là một tên trộm lịch lãm, dùng năng lực của mình để vạch trần và trừng phạt các hành vi của tội phạm cổ trắng và tham nhũng. Năng lực của hắn là Elasticity (弾性 Erasutishiti), cho hắn khả năng làm mọi thứ hắn chạm vào trở nên đàn hồi. Hắn bị đánh bại bởi Izuku, khi đang cố gắng xâm nhập vào Lễ hội văn hóa của Học viện Anh Hùng nhằm đánh bóng tên tuổi của mình.
Aiba Manami (相場 愛美 Aiba Manami) / La Brava (ラブラバ Raburaba)
Cộng sự và là fan trung thành của Gentle, cô ghi lại những hành vi phạm tội của hắn và đăng chúng lên mạng như một phần trong kế hoạch để làm hắn nổi tiếng. Ban đầu là một cô gái trẻ và trở nên ít nói sau khi bị từ chối và sỉ nhục bởi một kẻ mà cô thích. Trong khi lướt internet, cô tình cờ thấy một trong những video của Gentle và trở nên ngưỡng mộ hắn. Bằng sức mạnh của năng lực Love (ブ Rabu), cô có thể tăng sức mạnh cho người cô yêu nhất bằng cách tuyên bố tình yêu của mình với họ. Tình yêu của cô càng mãnh liệt, sức mạnh truyền đến mục tiêu càng mạnh. Sức mạnh của khả năng tăng hơn nữa trong các tình huống khủng hoảng.

## Các trường học khác

### Học viện Shiketsu
Học viện Shiketsu (士傑 高校 Shiketsu Kōkō) là học viện siêu anh hùng hàng đầu ở phía tây Nhật Bản, được coi là đối thủ ngang hàng với Học viện Anh Hùng ở phía đông.
Yoarashi Inasa (夜嵐 イナサ  Yoarashi Inasa) / Reppu (レップウ Reppu)
Lồng tiếng bởi: Iwasaki Ryōta 
Một nam sinh năm nhất với một tinh thần đầy năng lượng và nhiệt huyết. Năng lực của cậu là Gió Xoáy (旋風 Senpū) cho cậu khả năng điều khiển gió xoáy.
Utsushimi Camie (現見 ケミィ Utsushimi Kemii)
Lồng tiếng bởi: Chihara Minori
Một nữ sinh năm hai sở hữu năng lực Ảo Hoặc (幻惑 Genwaku) cho cô khả năng tạo mộng tưởng về thị giác và thính giác lên người mục tiêu.
Mora Nagamasa (毛原 長昌 Mōra Nagamasa)
Lồng tiếng bởi: Volcano Ōta 
Một nam sinh năm hai có cơ thể hoàn toàn được che phủ bởi tóc. Với tính cách lịch sự và hợp lý, cậu coi trọng danh tiếng của Shiketsu và không tha thứ cho ai dám xúc phạm trường. Năng lực của cậu là Thân Mao (伸毛 Shinmō) cho cậu khả năng điều khiển sự phát triển và chuyển động của tóc.
Shishikura Seiji (肉倉 精児 Shishikura Seiji)
Lồng tiếng bởi: Furukawa Makoto
Một nam sinh năm hai với vẻ tự hào và trang nghiêm, cậu tự hào là một học sinh của Shiketsu, và khinh thường những kẻ mà cậu cho là không xứng đáng. Năng lực của cậu là Tinh Nhục (精 肉 Seiniku) cho cậu khả năng thao túng xác thịt của con người và làm thay đổi hình dạng của nó, bao gồm cả chính mình để trói buộc kẻ thù.

### Học viện Ketsubutsu
Học viện Ketsubutsu (傑 物 学園 高校 Ketsubutsu Gakuen Kōkō) là một học viện siêu anh hùng, và là đối thủ cạnh tranh khác của Học viện Anh Hùng.
Shindou You (真堂 揺 Shindō Yō)
Lồng tiếng bởi: Kasuya Yūta
Một nam sinh năm hai giấu đi tính cách thực sự của mình bằng thái độ vui vẻ và nhiệt tình. Năng lực của cậu là Rung Chấn (揺 ち す Yuchisu) cho cậu khả năng tạo ra sự rung động lên bất cứ thứ gì cậu chạm vào.
Nakagame Tatami (中瓶 畳 Nakagame Tatami)
Lồng tiếng bởi: Han Megumi
Một nữ sinh năm thứ hai mang năng lực Gấp Khúc (折 り た た み Oritatami) cho cô khả năng rụt lại các bộ phận trên cơ thể của mình.
Makabe Shikkui (真壁 漆喰 Makabe Shikkui)
Lồng tiếng bởi: Kogami Hiromichi
Một học sinh năm hai có làn da xanh và trông giống như đá. Năng lực của cậu là Ngạnh Chất Hóa (硬質化 Kōshitsu-ka) cho cậu khả năng làm cứng bất kỳ thứ gì bằng cách nhào nó bằng hai tay.
Toteki Itejirou (投擲 射手次郎 Tōteki Itejirō)
Lồng tiếng bởi: Ōkuma Kenta
Một học sinh năm hai sở hữu năng lực Boomerang (ブ ー メ ラ ン Būmeran) cho cậu khả năng kiểm soát quỹ đạo những thứ mà cậu ném đi.
Fukukado Emi (福門 笑 Fukukado Emi) / Ms. Joke (スマイルヒーロー  Ms.ジョーク Sumairu Hīrō Misu Jōku, Smile Hero "Ms. Joke")
Lồng tiếng bởi: Nagai Mariko
Một cô nàng vui vẻ và cởi mở, là giáo viên tại Học viện Ketsubutsu. Cô thường kể những mẫu chuyện cười và trêu chọc Aizawa, người mà cô đã quen biết từ lâu. Năng lực của cô là Bộc Phát (爆笑 Bakushō), cho cô khả năng ép buộc những người xung quanh phải bật cười với những tiếng cười dữ dội khiến làm khả năng vận động và nhận thức của họ bị giảm đi.

## Các nhân vật khác
Yoichi Shigaraki
Em trai của All For One, có ý thức mạnh mẽ về công lý. Ban đầu, anh được coi là người vô năng, do đó All For One đã chuyển một năng lực dự trữ sức mạnh vào cơ thể của anh. Nhưng All For One nhận ra rằng em trai mình thực ra đã sở hữu một năng lực có khả năng truyền năng lực cho người khác, hai năng lực này đã kết hợp lại với nhau, tạo thành một năng lực độc nhất được gọi là One For All. Nhưng All For One đã áp đảo em trai mình, buộc anh phải truyền lại One For All cho các thế hệ tương lai với hy vọng rằng sự những người kế nhiệm sẽ tiếp tục rèn luyện năng lực này để có thể đánh bại All For One. Mặc dù anh đã chết từ lâu trước thời của Izuku, nhưng bằng cách nào đó Izuku vẫn có một sự kết nối tinh thần với anh.
Shimura Nana (志村 菜奈 Shimura Nana)
Lồng tiếng bởi: Sonozaki Mie
Là người thứ bảy sở hữu One For All và là sư phụ của All Might, Shimura Nana đã đào tạo ông trở thành người kế thừa One For All. Bà là bạn thân của Gran Torino. Sau khi chồng của Shimura chết trong khi làm nhiệm vụ, bà đã đưa đứa con trai duy nhất của mình vào trại trẻ mồ côi vì sự an toàn của nó trước khi chết dưới tay All For One. Con trai của Shimura chính là cha của Shigaraki Tomura, người mà All For One bảo hộ để kế thừa hắn.Năng lực của cô là Lơ Lửng,cho phép cô có thể di chuyển trên không trung.
Midoriya Inko (緑谷 引子 Midoriya Inko)
Lồng tiếng bởi: Kawakami Aya
Mẹ của Izuku, bà rất tự hào và luôn bảo vệ con trai mình. Khi Izuku bắt đầu học tại Học viện Anh Hùng và dường như đã tự mình bộc lộ năng lực, bà đã ngất đi và tặng cậu bộ jumpsuit dựa trên bản phác thảo trong cuốn sổ tay mà cậu tự thiết kế. Ban đầu, bà ủng hộ giấc mơ của con trai, tuy nhiên sau khi chứng kiến Izuku liên tục trải qua nhiều lần thừa sống thiếu chết, khiến bà chùn bước và muốn rằng cậu hãy thôi học tại Học viện Anh Hùng vì lo lắng cho cậu. Tuy nhiên, sau khi All Might đích thân xin lỗi, bà quyết định tiếp tục ủng hộ Izuku với điều kiện All Might thực hiện tốt lời hứa của mình, đào tạo Izuku thành một anh hùng thực sự. Năng lực của bà là thu hút các vật thể nhỏ về phía mình.
Tsukauchi Naomasa (塚 内 直 正Tsukauchi Naomasa)
Lồng tiếng bởi: Kawashima Tokuyoshi
Tsukauchi là cộng sự của All Might tại sở cảnh sát, vì vậy anh biết về năng lực của ông và Izuku. Năng lực của anh là có thể nhận biết người nào đó nói dối hay không.
Izumi Kota (出水 洸 汰Izumi Kōta)
Lồng tiếng bởi: Yamazaki Michiru
Một cậu bé có cha mẹ là nhóm anh hùng Water Hose đã mất, cậu bé trở nên dần ghét siêu năng lực và anh hùng sau cái chết của cha mẹ. Tuy nhiên, sau khi được Izuku cứu khỏi Muscular, cậu bé bắt đầu tay đổi suy nghĩ thậm chí đi giày giống với Izuku. Kota sở hữu năng lực hệ nước giống cha mẹ mình.
Eri (壊 理Eri)
Eri là "tài nguyên" chính cho mục đích sản xuất đạn phá hủy siêu năng lực của Overhaul. Cô bé là cháu gái của ông trùm Yakuza Bát Trai Hội, và được Overhaul nhận nuôi sau khi ông nội đã bị hắn giết chết. Năng lực của Eri là Tua Lại (巻き戻し Maki modoshi), cho Eri khả năng đưa cơ thể của một cá nhân trở về trạng thái trước đó, đây là một năng lực đột biến cực kỳ hiếm gặp không giống với bất kỳ năng lực nào trong gia đình Eri. Overhaul cho rằng Eri thậm chí có thể đưa mục tiêu trở về hình dạng nguyên thủy. Cho đến nay, chỉ có thể vô hiệu năng lực của Eri là thông qua khả năng vô hiệu hóa năng lực của Eraser Head. Sau đó, Eri được Học viện Anh Hùng nuôi dưỡng trong ký túc xá của trường.